# Юнлю, Батуралп
Батуралп Юнлю (тур. Baturalp Ünlü; род. 9 июля 2002, Денизли) — турецкий пловец. Участник чемпионата Европы и Олимпийских игр. Специализируется в плавании вольным стилем.

## Биография
Батуралп Юнлю родился 9 июля 2002 года. Занимается плаванием с шестилетнего возраста. Также этим видом спорта занимается его старший брат Батухан, благодаря которому Батуралп и принял решение заняться спортом.

## Карьера
Батуралп Юнлю стал третьим на чемпионате Турции на короткой воде в 2017 году на дистанции 400 м вольным стилем. В том же году он стал восьмым на Гимназиаде в Марокко. На чемпионате Европы среди юниоров в Финляндии Юнлю не вышел в следующий раунд ни в одной из дисциплин, в которых принимал участие (200 и 400 метров вольным стилем, 200 и 400 метров комплексным плаванием).
На юниорском чемпионате Турции 2019 года выиграл золото на дистанциях 200 и 400 м вольным стилем и стал серебряным призёром на 400 м комплексным плаванием. На чемпионате Европы среди юниоров в Казани Юнлю вышел в полуфинал на дистанции 200 м вольным стилем, но остановился в шаге от финала (на девятом месте). На дистанции вдвое длиннее не вышел в полуфинал. На юниорском чемпионате мира в Венгрии вновь стал девятым на дистанции 200 м баттерфляем и 17-м на 400-метровой дистанции. В комплексном плавании на 400 метров он занял 21-е место в квалификации.
Участвовал на TYR Pro Swim Mission в 2021 году, став четвёртым на дистанции 200 м вольным стилем и 13-м на «стометровке». На взрослом чемпионате Европы в Будапеште турецкий пловец не прошёл дальше квалификации, став 84-м, 22-м и 37-м на дистанциях 100, 200 и 400 м вольным стилем, соответственно. Также вместе со сборной он стал 13-м в комбинированной эстафете 4 по 100 метров.
Вошёл в состав сборной Турции на летние Олимпийские игры 2020 года в Токио. По словам спортсмена, он надеялся попасть на Игры 2024 года, и то, что это случилось на 4 года раньше, стало удивительным и важным событием для Батуралпа.